# Tipula larreae
Tipula larreae är en tvåvingeart som beskrevs av Gelhaus 2005. Tipula larreae ingår i släktet Tipula och familjen storharkrankar. Inga underarter finns listade i Catalogue of Life.